# Beata Rank-Minzer
Pour les articles homonymes, voir Minzer.
Beata (Tola) Rank-Minzer (ou Münzer) née le 16 février 1886 à Neu Sandec, en Galicie, et morte le 11 avril 1967 à Boston, est une psychanalyste américaine d'origine polonaise. Elle était l'épouse d'Otto Rank.

## Biographie
Elle naît en 1886 près de Cracovie, alors dans l'empire austro-hongrois, et s'intéresse très tôt à la psychologie. Elle est présentée par l'une de ses tantes à Otto Rank, qu'elle épouse le 7 novembre 1918. Le couple s'installe à Vienne après la Première Guerre mondiale. Ils ont une fille. Beata Rank s'intègre aussi rapidement au cercle des proches de Freud dont son mari fait partie. Elle traduit en polonais l'essai Sur le rêve en 1923. La même année elle présente un exposé d'admission à la Société psychanalytique de Vienne qui paraît dans la revue Imago en 1924 : « Le rôle de la femme dans le développement de la société humaine ».
Plus tard, la relation du couple se détériore. Otto voyage beaucoup et la famille s'installe à Paris car elle ne voulait pas émigrer avec lui aux États-Unis. À Paris, elle poursuit ses études sur le rôle des femmes. Son mari finit par s'installer aux États-Unis où Beata Rank part elle aussi à cause des persécutions antisémites, lui à New York, elle à Boston en 1936. Elle y intègre la communauté psychanalytique avec l'aide de ses amis viennois exilés eux aussi, Helene Deutsch et Félix Deutsch. Elle y exerce comme analyste d'enfant et analyste formatrice à l'Institut psychanalytique de Boston. Elle est ensuite  une consultante réputée et a été professeure honoraire de psychiatrie à la Boston University School of Medicine. Avec le Dr Marian C. Putnam, elle cofonde et codirige le James Jakson Putnam Children's Center qui est l'un des premiers centres de jour pour les enfants d'âge préscolaire et leurs parents.
Elle meurt le 11 avril 1967 à Boston,.

## Publications
- (1924): Zur Rolle der Frau in der Entwicklung der menschlichen Gesellschaft (Sur le rôle de la femme dans le développement de la société humaine), Imago, 10, 1924, 278-295; Résumé dans International Journal of Psycho-Analysis, 7, 1926, 89.
- (1942). Lorsque l'analyse de l'enfant se trouve aujourd'hui., Américaine Imago, 3 (3), 41-60.
- (1949). Adaptation de la technique psychanalytique pour le traitement des jeunes enfants avec un développement atypique. American Journal of Orthopsychiatry, 19, 130-139.
- (1955). Étude intensive et le traitement des enfants d'âge préscolaire qui présentent des écarts marqués de personnalité, ou de développement atypique et leurs parents., in G. Caplan (Ed.), les problèmes émotionnels de la petite enfance : Actes de l'Institut international de psychiatrie de l'enfant (pp. 491-501). New York: Basic.